# Megophrys huangshanensis
Espèce
Synonymes
- Xenophrys huangshanensis (Fei & Ye, 2005)

Statut de conservation UICN

 LC  : Préoccupation mineure
Megophrys huangshanensis est une espèce d'amphibiens de la famille des Megophryidae.

## Répartition
Cette espèce est endémique de la province d'Anhui en République populaire de Chine. Elle se rencontre entre 500 et 1 600 m d'altitude dans les monts Huang,.

## Étymologie
Son nom d'espèce, composé de huangshan et du suffixe latin -ensis, « qui vit dans, qui habite », lui a été donné en référence au lieu de sa découverte, les monts Huang (Huangshan en transcription littérale, où Shān signifie « montagne »).

## Publication originale
- Ye & Fei, 2005 : Two new species of Megophryidae from China in Fei, Ye, Jiang, Xie & Huang, 2005 : An Illustrated Key to Chinese Amphibians. Sichuan Publishing House of Science and Technology, Chongqing, p. 253-255.